# Leptospermum microcarpum
Leptospermum microcarpum är en myrtenväxtart som beskrevs av Edwin Cheel. Leptospermum microcarpum ingår i släktet Leptospermum och familjen myrtenväxter. Inga underarter finns listade i Catalogue of Life.